# Baśka (singel)
Baśka – singel polskiej grupy muzycznej Wilki, promujący album 4, wydany wiosną 2002 roku nakładem wydawnictwa muzycznego Pomaton EMI. Utwór uznawany jest za jedną z najbardziej znanych piosenek w historii zespołu.
Za utwór „Baśka” grupa Wilki otrzymała w 2002 roku od oddziałów terenowych telewizji TVP nagrodę twórców i wykonawców piosenki premierowej na Krajowym Festiwalu Piosenki Polskiej w Opolu. W 2003 roku na tym samym festiwalu zespół zwyciężył w konkursie o dwie SuperJedynki w kategoriach grupa roku oraz piosenka roku.
Singel „Baśka” przyczynił się także do zdobycia przez grupę muzyczną sześciu Nagród Muzycznych Fryderyk podczas gali Fryderyki 2002. Jednym z wyróżnień był tytuł przeboju roku. Polonijna rozgłośnia radiowa Wietrzne Radio sklasyfikowała przebój na 1. pozycji w rankingu najpopularniejszych piosenek listy Top 15 w 2002 roku, a także przyznała jej tytuł piosenki lata 2002 Wietrznego Radia.
Do utworu zrealizowano teledysk w reżyserii Joanny Rechnio.

## Lista utworów
Opracowano na podstawie materiału źródłowego.
1. „Baśka” –  3:45

## Notowania utworu
| Lista                                                                            | Pozycja |
| -------------------------------------------------------------------------------- | ------- |
| Wietrzne Radio (Top 15)                                                          | 1       |
| Program III Polskiego Radia (Lista przebojów Programu Trzeciego, notowanie 1068) | 1       |
| RMF FM (Poplista)                                                                | 1       |
| Polskie Radio Szczecin (Szczecińska Lista Przebojów)                             | 9       |